# Scaphepistenia
Scaphepistenia is een geslacht van vliesvleugeligen uit de familie Pteromalidae. De wetenschappelijke naam van dit geslacht is voor het eerst geldig gepubliceerd in 2003 door Gibson.

## Soorten
Het geslacht Scaphepistenia omvat de volgende soorten:
- Scaphepistenia quadriplagiata (Walker, 1872)
- Scaphepistenia scutata (Walker, 1862)